# Manfred James Müller
Manfred James Müller (* 10. März 1952 in Hannover) ist ein deutscher Wissenschaftler, Ernährungsmediziner, Internist und Gastroenterologe. Er war von 1994 bis 2017 Professor für Humanernährung an der Christian-Albrechts-Universität zu Kiel.

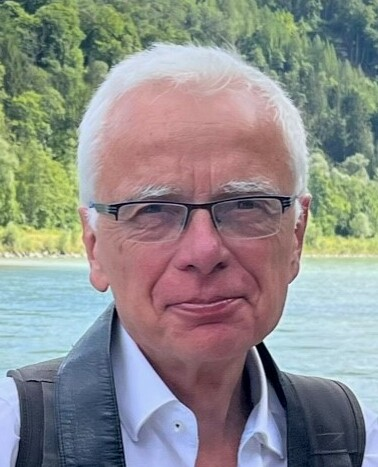
Manfred J. Müller im Sommer 2022

## Leben
Manfred J. Müller studierte von 1971 bis 1976 Medizin an der Universität Hamburg. Zwischen 1973 und 1977 fertigte er seine Dissertation zum Thema Kurzfristige Regulation der Gluconeogenese durch Insulin. Untersuchungen an der Rattenleber am Institut für Physiologische Chemie der Universität Hamburg an. Thema: " (Mentor: W. Tarnowski). Anschließend war er bis 1982 Post Doc am Institut für Physiologische Chemie, Abteilung Biochemische Endokrinologie (H. J. Seitz), am Universitätskrankenhaus Eppendorf tätig. 1984 habilitierte er sich mit der Schrift Hormonelle und metabolische Faktoren der Glukosehomöostase in der Katabolie - Modelluntersuchungen am Miniaturschwein und erhielt die Lehrberechtigung für Biochemie an der Universität Hamburg. 1985 war Müller Gastdozent am Hospital Cantonal de Geneve der Universität Genf und am Institute de Physiologie der Universität Lausanne, Schweiz. 1991 bis 1993 übernahm er die Kommissarische Leitung der Abteilung Ernährungsmedizin, der Diätassistentenschule und des Labors für Gastroenterologie und Hepatologie an der Medizinischen Hochschule Hannover. 1992 wurde ihm die Lehrberechtigung für Innere Medizin von der Medizinischen Hochschule Hannover erteilt.
1993 bis 1994 war Müller Direktor und Professor für Ernährung und Diätetik am Bundesgesundheitsamt (späteres BGVV) in Berlin. 1994 wurde er auf eine außerplanmäßige Professur für Innere Medizin an der Medizinischen Hochschule Hannover berufen. 1994 erhielt er die Lehrberechtigung für Humanernährung der Christian-Albrechts Universität. Von 1994 bis 2017 war er als Professur für Humanernährung und Direktor des Instituts für Humanernährung und Lebensmittelkunde an der Christian-Albrechts-Universität Kiel tätig. 2007 bis 2009 war Müller Präsident der Deutschen Adipositas-Gesellschaft (DAG). Von 2010 bis 2020 war er Editor in Chief des European Journal Clinical Nutrition.
Müllers Forschungsschwerpunkte waren die nahrungsabhängige Regulation des Intermediärstoffwechsels, die thermogene Wirkung von Schilddrüsenhormonen, Stoffwechsel und Malnutrition bei Patienten mit chronischen Lebererkrankungen, Prävention von Übergewicht bei Kindern und Jugendlichen sowie die Regulation der Energiebilanz und der Körperzusammensetzung.
Müller ist verheiratet mit Martina Levin-Müller, das Paar hat zwei Söhne.

## Auszeichnungen
- 1980 Von Basedow Forschungspreis Schilddrüse, Deutsche Gesellschaft für Endokrinologie (DGE).
- 1990 Konrad Lang Preis, Deutsche Gesellschaft für Ernährungsmedizin (DGEM).
- 1991 Ferdinand-Bertram-Preis, Deutsche Diabetes Gesellschaft (DDG).
- 1997 Hufeland-Preis, Bundesärztekammer und der Deutschen Ärzteversicherung
- 2009 Georg-Klemperer-Ehrenvorlesung, Deutsche Gesellschaft für Ernährungsmedizin (DGEM).
- 2016 Therapiepreis, Deutsche Adipositas Gesellschaft (DAG).
- 2018 Konrad Lang Medaille, Deutsche Gesellschaft für Ernährungsmedizin (DGEM).[1]

## Publikationen (Auswahl)
Manfred J Müller hat mehr als 600 wissenschaftliche Beiträge publiziert. Zudem verfasste er Beiträge zu Fachbüchern, so zum Beispiel Klinische Pathophysiologie (10. und 11. Auflage) – Thieme-Verlag oder Ernährungsmedizinische Praxis.

### Bücher
- M. J. Müller et al.: Hormones and Nutrition in Obesity and Cachexia. Springer Verlag, Heidelberg 1990.
- M. J. Müller, H. Erbersdobler: Prävention ernährungsabhängiger Erkrankungen. Wissenschaftliche Verlagsgesellschaft, Stuttgart 1996.
- M. J. Müller: Ernährungsmedizinische Praxis: Methoden, Prävention und Therapie. 1. Auflage. Springer Verlag, Heidelberg 1998. (2. Auflage 2007)
- V. Pudel, M. J. Müller: Ernährungsmedizin-Ein Leitfaden für die Praxis. Springer Verlag, Heidelberg 1998.
- H. Eckel, R. Kluthe, M. J. Müller, J. Schrezenmeir, U. Schwantes, G. Wolfram, P. Schauder, J. Engelbrecht: Curriculum Ernährungsmedizin der Bundesärztekammer. Ärzteverlag, Köln 1998.
- M. J. Müller, E. Trautwein (Hrsg.): Epidemiologie, Gesundheitsförderung, Public Health Nutrition. UTB, 2005.

### Buchbeiträge
- M. J. Müller: Biochemical implications of episodic hormone secretion. In: T.O.F. Wagner, M. Filicori (Hrsg.): Episodic hormone secretion: From basic science to clinical application. TM Verlag, 1987.
- M. J. Müller: Nutrition in liver disease. In: H. Vincent (Hrsg.): Yearbook of Intensive Care and Emergency Medicine. Springer Verlag, Heidelberg 1995.
- M. J. Müller, C. Geisler, A. Bosy-Westphal: Body composition. In: Ilpo Huhtaniemi, Luciano Martini (Hrsg.): Encyclopedia of Endocrine Diseases. 2. Auflage. Elsevier, Amsterdam 2018.
- A. Bosy-Westphal, P. Deurenberg, M. J. Müller: Body Composition. In: S. Langham-New, T. R. Hill, A. M. Gallagher, H. H. Vorster (Hrsg.): Nutr Soc Textbook - Introduction in Human Nutrition. 3. Auflage. Wiley-Blackwell, Hoboken 2019.
- A. Bosy-Westphal, M. J. Müller: Energiehaushalt und Ernährung. In: E.–J. Speckmann, J Hescheler, R Köhling (Hrsg.): Physiologie. 7. Auflage. Urban & Fischer, München 2019.
- M. J. Müller, A. Bosy-Westphal: Ernährung. In: H. E. Blum, D. Müller-Wieland (Hrsg.): Klinische Pathophysiologie. 10. Auflage. Georg Thieme Verlag, Stuttgart 2020.
- M. J. Müller, A. Bosy-Westphal: Ernährungsmanagement vor und während Schwangerschaft sowie nach Geburt. In: A. Strauss (Hrsg.): Adipositas in der Schwangerschaft. Springer Verlag, Heidelberg 2021.
- M. J. Müller, S. Plachta-Daniezik: Prävention der Adipositas. In: S. Herpertz, M. de Zwaan, S. Zipfel: Handbuch Essstörungen und Adipositas. Springer Verlag, Heidelberg 2022.
- M. J. Müller, A. Bosy-Westphal: Ernährungszustand und Körperzusammensetzung. In: H. Hauner, A. Wirth: Adipositas. 5. Auflage. Springer Verlag, Heidelberg 2023.